# George DeLuca
George Benjamin DeLuca (* 20. September 1889 in New York City; † 2. Mai 1983 ebenda) war ein US-amerikanischer Jurist, Bankier und Politiker (Demokratische Partei).

## Werdegang
George DeLuca war zwischen 1950 und 1954 als Bezirksstaatsanwalt (District Attorney) des Bronx County tätig. Bei den Gouverneurswahlen von 1954 trat er als Running Mate von Averell Harriman an und wurde zum Vizegouverneur von New York gewählt. Er bekleidete diesen Posten zwischen 1955 und 1958. Bei seinem Wiederwahlversuch 1958 wurde er vom Republikaner Malcolm Wilson geschlagen. DeLuca nahm 1956 und 1960 an den Democratic National Conventions teil. Ferner wurde er 1959 zum Vizepräsidenten der Commercial Bank of America gewählt.
Er starb 1983 im North Central Bronx Hospital.

## Familie
George Benjamin DeLuca war der Sohn von Mariano DeLuca und Catherine (Bonetti) DeLuca. Seine Eltern kamen in den 1880er Jahren aus der Provinz Belluno (Italien) in die Vereinigten Staaten.